# 射礼
射礼（じゃらい）とは、宮中において毎年正月17日に行われていた歩射（ぶしゃ/かちゆみ）の競技の1つ。
『日本書紀』によれば古来より宮中における弓競技が行われ、最古の例は清寧天皇4年9月1日（483年10月17日）とされている。射礼の原型は天武天皇4年1月17日（675年2月17日）に行われた儀式とされている。雑令においては、正月中旬に大的を射る大射（おおゆみ）の儀式として規定される、後に節度を重んじる意味で用いられた呼称が「射礼」であったという。
射礼が行われる2日前の15日に兵部省が親王以下五位以上の官人から射手候補30名を選抜し、更に調習を行って20名に絞る。これを兵部手結（てつがい）と呼ぶ。更にこれとは別に六衛府・東宮坊でもそれぞれに属する官人の中から手結を行って射手を選んだ。当日は天皇臨席のもと、豊楽殿において三重の円規を設けた2尺5寸の板的を南北2か所に設置、慣例として近衛府と左兵衛は北側、右兵衛と衛門府は南側を用いる例となっていた。射手は的から東へ36歩離れた場所から兵部省の官人の唱名に従って矢を射て優秀な者は天皇から禄を賜ったり、宴に招かれたりした。全ての射手が射終える前に日没を迎えた場合は翌日に射た。これを射遺（いのこし）と呼ぶ。
もっとも、後世になると豊楽殿の崩落によって場所が建礼門前の大庭に移され、天皇の出御も無くなり、奉行の上卿のみが取り仕切った。更に天皇の出御がないことを理由に親王・五位以上などの射礼は行われなくなり、もっぱら六衛府の官人のみが射るようになった。こうした状況下で射手の質も低下して、やむを得ない場合に行われるものであった射遺が恒例のように行われるようになった。それでも、北朝の後光厳天皇の時代の応安年間までは射礼は行われていたとみられるが、それ以後は廃絶してしまったという。